# Muhammad Ali Ibrahim
Muhammad Ali Ibrahim (29. dubna 1900, Káhira – 2. července 1977, Paříž) byl egyptský princ.

## Život
Narodil se 29. dubna 1900 v Káhiře jako syn plukovníka prince Muhammada Vahida ud-din Ibrahima a princezny Fazily Zubaidy.
Jako mladý se vzdělával v Paříži a stal se návrhářem plachetnic. Stal se členem několika sportovních klubů jako třeba; Mbr Muhammad Ali Club, Alexandria Sporting Club (ASC) či the Royal Automobile Club of Egypt (RACE) aj.
Dne 19. září 1940 se v istanbulském paláci Dolmabahçe oženil s osmanskou princeznou Hanzade Sultan, s dcerou prince Şehzade Ömera Faruka a princezny Rukiye Sabihy Sultan. Spolu měli dvě děti:
- princezna Sabiha Fazile (nar. 8. srpna 1941)[1]
- princ Ahmed Rifat Ibrahim (nar. 31. srpna 1942)[1]

Zemřel 2. července 1977 v Paříži.

## Řády a vyznamenání
- Egyptské království – Řád Ismaíla